# Franz Tunder

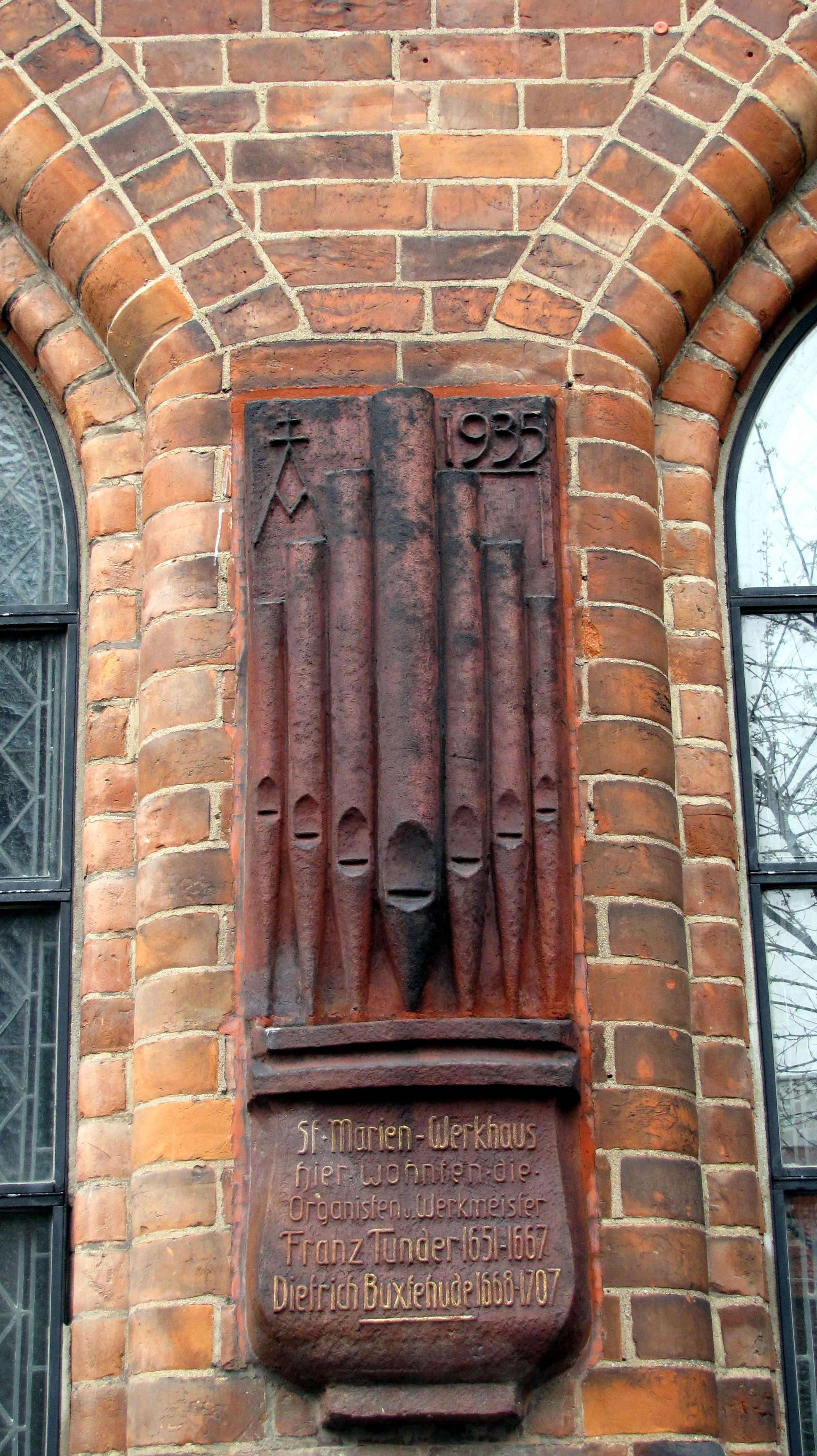
Plaquette voor organist Franz Tunder en Dietrich Buxtehude,

Franz Tunder (Lübeck 1614 - aldaar 5 november 1667) was een Duits componist en organist. 

## Leven
Tunder werkte van 1632 tot 1641 in het kasteel van Gottorf als Hoforganist bij Frederik III van Sleeswijk-Holstein-Gottorp. 
Daarna volgde hij  Peter Hasse der Ältere op als organist van de Marienkirche te Lübeck. Na zijn dood volgde zijn schoonzoon Dietrich Buxtehude hem op. Tunder voerde te Lübeck de traditie van de Abendmusiken in.

## Oeuvre
Orgel:
- 5 Präludien (4 in g-Moll, 1 in F-Dur)
- Canzone in G-Dur über ein Thema von della Porta
- Choralfantasien:

Auf meinen lieben Gott
Christ lag in Todesbanden
Herr Gott, dich loben wir
In dich hab ich gehoffet, Herr
Jesus Christus, unser Heiland
Jesus Christus, wahr Gottes Sohn
Komm, Heiliger Geist, Herre Gott
Was kann uns kommen an für Not
Allein zu dir, Herr Jesu Christ
Ein feste Burg ist unser Gott,
de laatste twee kunnen ook van Heinrich Scheidemann stammen.
Koorwerken:
- 9 geestelijke concerten voor 1 stem
- 9 geestelijke concerten voor 3-6 stemmen